# Trädören
Trädören är en ö nära Husskär i Nagu,  Finland. Den ligger i Skärgårdshavet i Pargas stad i den ekonomiska regionen  Åboland i landskapet Egentliga Finland, i den sydvästra delen av landet. Ön ligger omkring 1 kilometer öster om Husskär, 27 kilometer sydost om Nagu kyrka, 54 kilometer söder om Åbo och omkring 160 kilometer väster om Helsingfors. Närmaste allmänna förbindelse är förbindelsebryggan vid Knivskär som trafikeras av M/S Nordep. Trädören ligger 3 meter över havet.
Öns area är 1,5 hektar och dess största längd är 240 meter i nord-sydlig riktning.  Det finns inga samhällen i närheten.